# Marek (Tużykow)
Marek, imię świeckie Aleksiej Tużykow (ur. 26 września 1961 w Moskwie) – rosyjski biskup prawosławny. 

## Życiorys
Po ukończeniu w 1978 szkoły średniej został zatrudniony w PI-2 Gosstroj jako rysownik-konstruktor. Następnie w latach 1979–1981 odbywał zasadniczą służbę wojskową. Od 1981 do 1985 pracował w Gidromietcentrie ZSRR jako elektromechanik, kontynuując równocześnie naukę w instytucie finansowo-ekonomicznym. W latach 1986–1988 pracował w Inturiście.
W 1988 wstąpił do moskiewskiego seminarium duchownego, które ukończył po trzech latach. Wyższe wykształcenie teologiczne uzyskał w latach 1991–1994 w Moskiewskiej Akademii Teologicznej. W 1991 złożył wieczyste śluby zakonne w Ławrze Troicko-Siergijewskiej, przyjmując imię Marek. 18 lipca 1992 patriarcha Moskwy i całej Rusi Aleksy II wyświęcił go na hierodiakona. W listopadzie 1992 został skierowany do eparchii astrachańskiej, gdzie arcybiskup Jonasz (Karpuchin) wyświęcił go na hieromnicha i wyznaczył na proboszcza parafii przy soborze Opieki Matki Bożej w Astrachaniu. Od 1993 był proboszczem parafii przy soborze Zaśnięcia Matki Bożej w Astrachaniu oraz kapelanem w oddziałach kozackich stacjonujących w Astrachaniu.
16 lipca 1995 Święty Synod Rosyjskiego Kościoła Prawosławnego nominował go na biskupa chabarowskiego i nadamurskiego. Uroczysta chirotonia miała miejsce w soborze Objawienia Pańskiego w Moskwie 3 września 1995. Jako konsekratorzy wzięli w niej udział patriarcha Aleksy II, metropolita kruticki i kołomieński Juwenaliusz (Pojarkow), arcybiskupi bakijski Walenty (Miszczuk), kliński Longin (Tałypin), sołnecznogorski Sergiusz (Fomin), biskupi istriński Arseniusz (Jepifanow), bronnicki Tichon (Jemielianow), abakański i kyzyłski Wincenty (Morar), dmitrowski Innocenty (Wasiljew), astrachański i jenotajewski Jonasz (Karpuchin), wołogodzki i wielkoustiuski Maksymilian (Łazarenko), werejski Eugeniusz (Rieszetnikow) i oriechowo-zujewski Aleksy (Frołow).
W okresie od 28 czerwca 2008 do 31 marca 2009 pełnił funkcję locum tenens eparchii anadyrskiej i czukockiej w związku z odsunięciem od jej zarządu biskupa Diomida (Dziubana).
W marcu 2011 przeniesiony na katedrę wiacką i słobodzką. W październiku 2012 podniesiony do godności metropolity.